# Gaspard Dughet
Gaspard Dughet (Roma, 1615 - 27 de maig de 1675) va ser un pintor barroc italià d'origen francès, especialitzat en paisatges de la campanya romana. Cunyat de Nicolas Poussin (es feia anomenar Gaspard Pousin o Pussino). La seva obra, ja copiada a la seva època, va inspirar a finals del segle xviii un model de parcs i jardins divulgats pels pintors anglesos del Picturesque mouvement.

## Biografia i obra
Fill d'un cuiner francès i de mare italiana, va formar-se i va treballar fins al 1635, juntament amb el seu cunyat Nicolas Poussin, casat amb Anne-Marie Dughet, germana de Gaspard. Tot i que no ha estat possible establir una cronologia precisa per a les seves obres, si que s'ha pogut observar que inicialment es va veure influenciat pel tipus de paisatge classicista venecià cultivat pel seu cunyat, del que s'acabà distanciant per a adoptar fórmules rebudes per Claude Lorrain i els pintors nòrdics, trencant amb la rigidesa geomètrica de Poussin per a introduir els paisatges rocosos il·luminats per llums dramàtiques.
Apassionat de la caça i la vida rural, va llogar cases a Tívoli i Frascati per a apropar-se a la campanya romana, que va ser el motiu central dels seus quadres poblats per petits personatges pintats freqüentment per altres artistes com ara Michelangelo Cerquozzi.
També va pintar al fresc en palaus romans com ara el Quirinal, o el palau de la família Borghese. L'encàrrec més important que va rebre va ser l'any 1647 per a pintar a l'església de San Martino ai Monti una sèrie de paisatges com a marc per a les històries d'alguns sants.